# VirusWasher
VirusWasherは、三洋電機が発売する、ウイルス抑制効果を持つ商品群の機能。
主にエアコン、加湿器、空気清浄機、ファンヒータに搭載されており、水道水を電気分解して電解水として殺菌・除菌・抑制効果を持たせるもの。
AQUAで搭載されているアクアループも同一の効果を持っている。
群馬県衛生環境研究所の試験結果により、鳥インフルエンザやアレルギー発生物質、ノロウイルス(代替試験・ネコカリシウイルス)等に対して効果が確認されている。
ただし、ノロウイルスに関しては、試験管培養出来ないウイルスであるため、ウイルス学上で性質が似ているネコカリシウイルスを使用した実験である。そのため、ノロウイルス本体に対して完全に効果があるかは現在のところ不明ではあるが、抑制効果は期待できるとされる。